# Île Herschel (Chili)
Pour les articles homonymes, voir Île Herschel.
L’île Herschel (en espagnol : Isla Herschel) est une petite île appartenant à l'archipel des îles L'Hermite, situé dans le passage de Drake, au sud-est de l'archipel de la Terre de Feu. L'île est rattachée administrativement à la province de l'Antarctique chilien, dans la IXe région de Magallanes et de l'Antarctique chilien, au Chili. Elle a été nommée par Robert FitzRoy en 1830 en l'honneur de l’astronome britannique William Frederick Herschel.

## Géographie

Carte de l'archipel des île L'Hermite, avec l'île Herschel au centre.

L'île Herschel occupe une position centrale au sein de l'archipel des îles L'Hermite. Elle est entourée par les îles Wollaston (et la petite île Seddle) au nord, par l'île Freycinet au nord-est et par l'île Deceit à l'est. Elle est séparée de ces quatre îles par le canal Franklin et le passage de Mar del Sud. 
Au sud de l'île Herschel se trouve l'île Horn, sur laquelle se détache le cap Horn. Enfin, l'île L'Hermite, l'île Jerdán, l'île Chanticleer, l'île Hall et la petite île Saddle sont situées à l'ouest de l'île.
Les côtes de l'île présentent une forme irrégulière, elles sont découpées par de nombreuses baies, dont la plus importante est la baie San Francisco (au nord-ouest de l'île), à l'embouchure de laquelle se trouve la petite île Arrecife.
L'île Herschel est située au centre du parc national Cabo de Hornos et de la « Reserva de Biosfera Cabo de Hornos ». L'île possède un climat océanique sub-polaire (Cfc, selon la classification de Köppen), froid et humide toute l'année, avec des vents violents, venant généralement de l'ouest. Elle présente des côtes escarpées, battues par les vagues de la mer de la zone australe.